# دنیس لینز مایر
دنیس لینز مایر (انگلیسی: Denis Linsmayer؛ زادهٔ ۱۹ سپتامبر ۱۹۹۱) بازیکن فوتبال اهل آلمان است.
از باشگاه‌هایی که در آن بازی کرده‌است می‌توان به باشگاه فوتبال اس‌وی زاندهاوزن و باشگاه فوتبال کایزرسلاوترن اشاره کرد.